# Emet
Emet es una ciudad y distrito de la provincia de Kütahya en la región del Egeo, en Turquía. Antiguamente era conocida con el nombre de Tiberiópoli̇s. Es conocida por contribuir significativamente al turismo termal regional con sus balnearios curativos. El 17 de octubre de 1993, fue declarada como «zona de turismo termal» por decisión del entonces Consejo de Ministros turco.

## Historia
Los primeros asentamientos del distrito se remontan a la Edad de Bronce. Más delante, los hititas se establecieron en Anatolia Central, erigiendo su sede en Boğazköy, cerca de Yozgat, ciudad que llamaron Hattusa. Después del colapso de Imperio hitita (o «Hatti»), llegaron los frigios a la región de Tracia, asentándose en Gordio entre 1000 y 900 a.  C. En el período Midas (718-709 a. C.) el reino de Frigia dominó Anatolia central y sudoriental. La región de Kütahya se convirtió en el territorio de los frigios y probablemente, Emet fue fundada por estos con el nombre de Tiberiópolis.
Los lidios, anteriormente sujetos a los frigios, declararon su independencia en el siglo xii a. C.. El reino de Lidia tuvo su época de mayor esplendor durante la dinastía de los mermnadas, especialmente en tiempos del rey Creso. Durante su reinado en el siglo vi a. C. se formó una coalición anti-persa mediante la unión de Egipto, Babilonia y Cilicia, no obstante, el reino de Lidia fue el primero en caer, pasando a ser una satrapía del Imperio aqueménida.
En 331 a. C., Alejandro Magno logró vencer al ejército de Darío III en la batalla de Gaugamela, acabando así con la dominación persa. Con la muerte de Alejandro Magno, sus generales se repartieron el imperio, siendo protagonistas durante dieciocho años de grandes luchas y peleas por obtener el poder. Lisímaco de Tracia se convirtió en basileo (‘rey’) en 306 a. C., gobernando Asia Menor y Tracia durante 20 años.
Entre 241 a. C. y 133 a. C. la región pasó a pertenecer al reino de Pérgamo. En el año 62 a. C., el yerno de Julio César, Pompeyo, agregó a Kütahya al Imperio romano con el nombre de Provincia de Asia Emet fue llamada Tiberiópoli̇s durante este período. En el año 395, el imperio romano se dividió en Occidente y Oriente o Imperio bizantino. Durante este periodo, la importancia de Kütahya se incrementó, llegando a construirse un castillo y una iglesia. El 26 de agosto de 1071, el emperador bizantino Romano Diógenes fue derrotado por el sultán Alp Arslan en la batalla de Manzikert y llevado como prisionero a Kütahya.
A partir del siglo xi, Anatolia comenzó a ser conquistada por las tribus turcas, que tomaron fortalezas y penetraron en las ciudades amuralladas, estableciendo principados. En pocos años casi toda la península fue dominada por los turcos. Suleiman ibn Kutalmish, fundador de un Estado turco selyúcida independiente en Anatolia, conquistó Kütahya y alrededores, incluyendo Emet. Con el colapso del Estado selyúcida, Kütahya y Emet quedaron bajo el gobierno del Principado Germiyan.
En 1380, Süleyman de Germiyan casó a su hija con el sultán otomano Bayezid I, y como dote, cedió Akşehir, Yalvaç, Seydişehir y Kütahya al Imperio otomano.
Durante la Guerra ruso-turca (1828-1829), el valí de Egipto, Mehmet Alí no brindó la ayuda solicitada por el Estado, y más bien, pidió al gobierno sirio aprovechar la oportunidad para derrotar al ejército otomano. Cuando esta solicitud fue rechazada, invadió Siria con un ejército a cargo de su hijo Ibrahim bajá, quien invadió Kütahya. Con el Tratado de Kütahya, firmado con el Mahmut II en 1833, las tropas egipcias abandonaron Kütahya.
En 1922, Emet se convirtió en distrito.

## Población
Población urbana y rural según el Instituto de Estadística de Turquía.
| Año  | Total  | Urbana | Rural  |
| ---- | ------ | ------ | ------ |
| 1965 | 50 527 | 4 815  | 45 712 |
| 1970 | 54 177 | 6 055  | 48 122 |
| 1975 | 55 227 | 6 239  | 48 988 |
| 1980 | 56 652 | 8 218  | 48 434 |
| 1985 | 59 055 | 11 145 | 47 910 |
| 1990 | 38 859 | 12 246 | 26 613 |
| 2000 | 45 994 | 19 350 | 26 644 |
| 2007 | 24 437 | 10 198 | 14 239 |
| 2008 | 23 892 | 10 502 | 13 390 |
| 2009 | 23 259 | 10 547 | 12 712 |
| 2010 | 22 848 | 10 668 | 12 180 |
| 2011 | 22 428 | 10 805 | 11 623 |
| 2012 | 22 453 | 11 339 | 11 114 |
| 2013 | 22 193 | 11 401 | 10 792 |
| 2014 | 21 506 | 11 232 | 10 274 |
| 2015 | 21 145 | 11 367 | 9 778  |
| 2016 | 20 668 | 11 290 | 9 378  |

## Economía
La mina Emet, es una gran mina de boro que se encuentra a pocas millas al norte de la ciudad. La mina es propiedad de la empresa estatal ETIBANK.

## Política
El alcalde distrital es Hasan Çiçek.